# Ghilzai
Els Ghilzai (Ghilzay, Ghalzay, Ghalzai, Ghiliji o Ghalji) són una important tribu paixtu del sud-est de l'Afganistan entre Kandahar i Gazni fins a la frontera amb Pakistan on també viuen. Són numèricament la tribu principal de l'Afganistan. El seu nom derivaria de la paraula aldji (fill de la muntanya); un altre possibilitat és que derivi de la paraula ghal (lladre) i zay (fill de). També és possible que siguin realment descendents (en part, ja que se suposa que podrien ser una barreja d'heftalites i turcs) dels turcs khaladj o Khildji o Khaldji (que van arribar a fundar una dinastia l'Índia) i el seu nom derivi d'aquests. El seu ancestre mític és Mato bint Bitan (o Batni) ibn Kays (Kays és l'ancestre mític de tots els paixtus). De la unió de Mato amb el príncep gúrida refugiat Shah Husayn, va néixer Ghalzay, ancestre dels ghilzai.
La població ghilzai es calcula entre el 20 i el 25% de la total de l'Afganistan i no menys de nou milions (uns 4 milions al Pakistan). Són sunnites hanefites i respecten el pashtunwali o codi d'honor paixtu. Menys del 10% estan alfabetitzats. Estan dividits en dos grups principals: els Turan (amb les subtribus principals dels Tokhi i Hotaki) i els Burhan (subtribus principals dels Sulayman-khel, Ali-khel, Taraki i Ishakzay).

## Història
Són esmentats per primer cop en la campanya de Baber a l'Índia, quan va combatre els "ghaldji" prop de Gazni. Abbas I el Gran de Pèrsia va traslladar a la tribu abdali de Kandahar cap a Herat i els ghilzai es van traslladar llavors i van ocupar la regió de Kandahar. El 1709 la subtribu hotaki dels ghilzai es va revoltar contra els safàvides (1709), dirigits per Mir Wais Hotak; el governador safàvida de Kandahar, d'origen georgià, fou expulsat i Mir Wais va ocupar el seu lloc i amb el suport de tots els ghilzai i altres tribus es va declarar independent. El seu fill Mahmud el va succeir el 1715 i el 1720 va envair Pèrsia conquerint Kirman, arribant fins a Esfahan on va deposar el xa Sultan Hoseyn I (1722). Mahmud fou proclamat xa efímerament però fou enderrocat pels seus propis homes; el va succeir el seu nebot Ashraf que va regnar quatre anys abans de morir a mans dels propis afganesos quan fugia cap a Kandahar (1730). Llavors fou restaurada la dinastia safàvida en la persona de Thamasp II, fil de Sultan Hoseyn I. La tribu dels abdali va esdevenir la més poderosa sota Nadir Shah i, reanomenats durrani, va assolir el 1747 el poder a l'Afganistan.
Per la dinastia Ghilzai o Ghilzay (kiyànida o dels kiyànides), vegeu Mir Ways Hotak, Ashraf Khan i Mahmud Khan.
El 1803 els ghilzai van ajudar a Shah Shudja a conquerir Kabul i es van establir llaços matrimonials entre ghilzais i durranis. El britànics dirigit per Stewart, van derrotar els ghilzai en un combat a Ahmad Khel (1880). Els ghilzai es van revoltar el 1886 contra l'emir Abd al-Rahman Khan però foren derrotats i deportats cap al nord de l'Afganistan a Maymana i la província de Badakhxan principalment.
El cop d'estat comunista d'abril de 1978 contra el govern de Daud Khan fou en el fons una renaixença dels ghilzai i la seva revenja dels durranis. Tres presidents comunistes de l'Afganistan (Nur Mohammed Taraki, Hafizullah Amin i Mohammed Najibullah) foren membres de la tribu ghilzai (respectivament de les subtribus Taraki, Kharoti i Ahmadzai). Encara que el partit comunista tenia molts membres ghilzais, altres estaven a l'oposició islamista, entre els quals Gulbuddin Hekmatyar. Als anys noranta quasi tots els líders dels talibans eren ghilzais incloent el seu cap mullah Mohammed Omar; els durrani en canvi van donar suport en part, després de la intervenció americana, al president Hamid Karzai.